# Hypocrita celina
Hypocrita celina là một loài bướm đêm thuộc phân họ Arctiinae, họ Erebidae.